# Rodzina wielodzietna
Rodzina wielodzietna – pojęcie socjologiczne używane w wielu krajach świata na określenie rodzin z wyższą niż przeciętna liczbą dzieci. Tak też rodzinę wielodzietną definiuje polskie prawo (rodzina, która posiada minimum troje dzieci).
W Polsce jest ponad milion rodzin wielodzietnych. Łącznie stanowią one grupę ponad pięciu milionów obywateli. Posiadanie licznego potomstwa wiąże się z licznymi wyrzeczeniami (zmianą dotychczasowego stylu życia, rezygnacją z wolnego czasu), a także z większymi kosztami finansowymi.
W społeczeństwach rozwiniętych rodziny wielodzietne tworzą własne stowarzyszenia, aby zabiegać o swoje prawa. Większa liczba dzieci stanowi dla społeczeństwa korzyść w postaci możliwości podtrzymania działającego w wielu krajach systemu ubezpieczeń społecznych.

## Religie a wielodzietność
We wszystkich systemach religijnych wielodzietność jest definiowana jako pozytywne zjawisko. Jednak nakaz posiadania licznego potomstwa występuje tylko w części z nich.
Kościół katolicki pochwala posiadanie licznego potomstwa, lecz go nie nakazuje: „Spośród małżonków, co w ten sposób czynią zadość powierzonemu im przez Boga zadaniu, szczególnie trzeba wspomnieć o tych, którzy wedle roztropnego wspólnego zamysłu podejmują się wielkodusznie wychować należycie także liczniejsze potomstwo” (Gaudium et Spes).
Liczne rodziny posiadają także muzułmanie oraz żydzi.

## W Polsce
W Polsce wydatki, jakie muszą ponieść rodzice na wychowanie jednego dziecka do ukończenia przez nie 20. roku życia, to 190 tys. zł. Dla dwójki dzieci kwota ta wzrasta do 322 tys. zł. Posiadanie potomstwa może nieść ze sobą zalety, których nie da się w żaden sposób zmierzyć. Dzieci to również swego rodzaju inwestycja, ponieważ to one mogą zapewnić opiekę i pomoc finansową dla rodziców na starość.
Posiadając rodzinę wielodzietną, często można liczyć na ulgi prorodzinne ze strony państwa, jak i przedsiębiorstw. Art. 71 Konstytucji zapewnia rodzinom wielodzietnym szczególną opiekę: Państwo w swojej polityce społecznej i gospodarczej uwzględnia dobro rodziny. Rodziny znajdujące się w trudnej sytuacji materialnej i społecznej, zwłaszcza wielodzietne i niepełne, mają prawo do szczególnej pomocy ze strony władz publicznych.

## W świecie
W Związku Radzieckim wielodzietność była doceniana, a matki które urodziły 10 lub więcej dzieci były określane zaszczytnym tytułem matek-bohaterek.